# 20 Волопаса
20 Волопаса (лат. 20 Boötis, HD 125560) — одиночная звезда в созвездии Волопаса на расстоянии приблизительно 183 световых лет (около 56,1 парсеков) от Солнца. Видимая звёздная величина звезды — +4,841m. Возраст звезды определён как около 5,5 млрд лет.

## Характеристики
20 Волопаса — оранжевый гигант спектрального класса K3III, или K0. Масса — около 2,074 солнечных, радиус — около 11,999 солнечных, светимость — около 51,99 солнечных. Эффективная температура — около 4442 K.

## Планетная система
В 2019 году учёными, анализирующими данные проектов HIPPARCOS и Gaia, у звезды обнаружена планета.